# Стамателос, Георгиос
Георгиос Стамателос (греч. Γεώργιος Σταματέλος; 1824, Псара — 1905, Афины) — греческий вице-адмирал, командующий флотом.

## Биография
Георгиос Стамателос родился на острове Псара в 1824 году, во время Греческой революции. В том же году его родной остров был разрушен турками (Псарская резня). Младенец Георгиос был спасён и вывезен с острова. Псара остался вне пределов воссозданного греческого государства. Георгиос вырос в Греческом королевстве.
Первоначально поступил в офицерское училище армии, однако после его окончания избрал стажировку на французском военно-морском флоте. По возвращении в Грецию, был переведён в Военно-морские силы Греции в звании флотского лейтенанта. К 1890 году, поднимаясь по иерархической лестнице, получил звание контр-адмирала. В 1892 году принял командование эскадрой броненосцев. Двумя годами позже, по собственному прошению, ушёл в резерв.

## 1897 год
В 1897 году, во время Греко-турецкой войны, семидисятитрёхлетний Стамателос был отозван на флот. В народе преобладали подозрения, что эта странная война является игрой королевского двора с западноевропейскими финансовыми кругами и является национальной изменой.
В особенности эти подозрения были сильны по отношению к флоту. Греческий флот с начала и до конца войны сохранял своё превосходство. Турки не смели даже выйти за Дарданеллы. Несмотря на это, ставленники королевского двора командующий Восточным Эгейским флотом вице-адмирал Сахтурис и командующий флотилией 8 миноносцев принц Георгий продолжали бездействовать. Пассивное поведение командования на сухопутном театре и полное бездействие флота, при народном убеждении в измене, были чреваты революционным взрывом. Были срочно отстранены начальник генерального штаба генерал Сапундзакис и командующий Эгейского флота Сахтурис. Командующим Эгейским флотом был назначен Константинос Стамателос.
Не имея никаких приказов о активных действиях, и поскольку исход войны был уже предрешён в Фессалии, флот Стамателоса успел принять участие только в эвакуации частей и населения из города Волос (город). 25 апреля (17 мая) 1897 года Стамателос руководил операцией с флагмана «Псара». Оставшиеся в городе части и тысячи жителей были погружены на корабли флота и 5 торговых пароходов. Беженцы были расположены «даже на мостиках». При посредничестве иностранных консулов, Стамателос дал слово турецкому командующему, Этем Паше, не расстреливать входящие в город турецкие части, если турки в свою очередь не приступят к резне и сожжению города. Соглашение было соблюдено как с греческой, так и с турецкой стороны.

## Последние годы
Георгиос Стамателос ушёл в отставку в следующем, 1898 году, в звании вице-адмирала.
Стамателос умер в Афинах в 1905 году. Всё своё состояние — 2 дома и наличную сумму в 250 тысяч драхм того времени, завещал военно-морскому флоту.